# Dayanara Chin-A-Lien-Roozendal
Dayanara Chin-A-Lien-Roozendal (Curaçao, 28 oktober 1976) is een hoge Curaçaose ambtenaar. Zij fungeerde van 24 januari tot 9 juni 2025 als minister van Sociale Ontwikkeling, Arbeid en Welzijn (SOAW) in het demissionaire Kabinet-Pisas II voor de partij Kòrsou Esun Milho (KEM).

## Leven en werk
Na het behalen van haar vwo-diploma aan het Radulphus College studeerde Chin-A-Lien-Roozendal Antilliaans recht aan de Universiteit van de Nederlandse Antillen. Zij begon haar professionele loopbaan in de publieke sector en klom op in verschillende functies, waaronder die van jurist bij het ministerie van Onderwijs, Wetenschap, Cultuur en Sport en directeur van de Voogdijraad (2011-2019). Daarna stapte zij over naar het ministerie van Justitie en was vanaf 2024 waarnemend directeur-generaal van het ministerie van SOAW.
Chin-A-Lien is de tweede persoon die de KEM nomineerde voor de post van minister van SOAW, nadat Joan Mauricia haar kandidatuur eind december introk om persoonlijke redenen en frustraties over het langdurige selectieproces. Eerder trok een andere kandidaat, Jason Fullinck, zich ook terug.